# Méry-sur-Oise
Méry-sur-Oise is een plaats en gemeente in het Franse departement Val-d'Oise (regio Île-de-France) en telt 8929 inwoners (1999). De gemeente maakt deel uit van het arrondissement Pontoise.
De stenen uit de steengroeven van Méry werden gebruikt voor de grote bouwprojecten in Parijs onder prefect Haussmann. De komst van de spoorweg halfweg de 19e eeuw zorgde ervoor dat de stenen gemakkelijker naar de hoofdstad konden worden vervoerd.

## Geografie
De oppervlakte van Méry-sur-Oise bedraagt 11,2 km², de bevolkingsdichtheid is 797,2 inwoners per km². De gemeente ligt aan de Oise. In de gemeente ligt het station Méry-sur-Oise.
De onderstaande kaart toont de ligging van Méry-sur-Oise met de belangrijkste infrastructuur en aangrenzende gemeenten.

## Demografie
Onderstaande figuur toont het verloop van het inwonertal (bron: INSEE-tellingen).